# Lagerfertigung
Die Lagerfertigung, auch Make-to-Stock genannt, zeichnet sich dadurch aus, dass Produkte hergestellt werden, noch bevor der Kunde sie beauftragt. Sie ist das Gegenstück zur Auftragsfertigung.
Vorteil für den Hersteller ist die gleichmäßige Auslastung der Produktion, der Kunde kann das Produkt ohne Wartezeit kaufen. Lagerfertigung findet man vor allem im Konsumgüterbereich.
Nachteil sind die höheren Lagerkosten für die Fertigerzeugnisse.
Des Weiteren stellt das durch die Lagerfertigung am Lager gebundene Kapital ein Problem dar, da es die Liquidität des Herstellers verschlechtert. Selbst die Ermittlung des notwendigen Lagerbestands stellt ein Risiko dar, da zum einen nur die historische Nachfrage nach den Artikeln sowie eine Prognose über die zukünftige Nachfragemenge herangezogen werden können. Saisonale Schwankungen, Trendentwicklungen aus dem Lebenszyklus des Artikels sowie das Verhalten der Kunden können hier entweder nicht oder nicht vollständig abgebildet werden, oder führen – um eine Liefersicherheit möglichst nahe bei 100 % zu erreichen – zu extrem hohen Sicherheitsbeständen.